# 诺曼·皮里埃
诺曼·皮里埃（英語：Norman Wingate (Bill) Pirie，1907年7月1日—1997年3月29日）是一位英国生物化学家和病毒学家，1936年和弗雷德·鲍登结晶了一种病毒（TBSV），并发现病毒的组成除了蛋白质以外还有核酸，1949年当选皇家学会会士。